# Дакрифилија
Дакрифилија или дакрилагнија  је облик парафилије у којој је особа узбуђена када види да неко показује јаке емоције и/или емоционално ослобађање које прати плач. Појам обухвата све облике сексуалног задовољства стеченог сузама других, уз узбуђење које се постиже када се посматра особа у емоционалној невољи. Дакрифилија може укључивати и елемент садизма или може представљати продужетак нормативног људског понашања према плакању (желењу утехе). Тако нпр. у низу често еротских пракси као што је БДСМ (играња улога које укључују бондаж (везивање) и дисциплину, доминацију и субмисивност, садизам и мазохизам и друге повезане међуљудске динамике), једна особа   наводи другу да плаче или на други начин покаже јаку емоцију.
Дакрофилија може да обухвата и континуум различитих интересовања која су сва повезана са уживањем или узбуђењем сузама и плачем. При томе неке људе узбуђује сопствени плач; други се узбуде када виде другу особу како плаче, односно неке људе узбуђује емоционално ослобађање које доноси плач.

## Етимологија
Термин дакрифилија потиче од грчких речи dacry- што значи „сузе“, и philia- што значи „љубав“.

## Основне информације
Дакрифилија је сексуална напетост или фетиш који је изван типичног сексуалног понашања. То значи да се ретко покрива или истражује јер многи људи не воле да говоре о сексуалном понашању изван онога што друштво сматра „нормалним“. Како је дакрифилија недовољно истражен аспект ненормативних сексуалних интереса, све већи број истраживачи полако почиње да боље разуме ову склоност како се све више људи отварено разговара  својим искуствима.
Психолози Ричард Гринхил и Марк Д. Грифитс са Универзитета Нотингем Трент спровели су прву емпиријску студију о дакрифилији, коју су објавили у марту 2015. године. Ова студија, (која се састојала од онлајн интервјуа), укључила је шест жена и два мушкарца, од којих су три такође била укључена и у БДСМ. Истраживачи су идентификовали три теме: 
- саосећање,

- увијене усне

- доминација/потчињеност.

Парафилију могу искусити они који себе не сматрају доминантним или покорним, а мотивисани су саосећањем. Половина учесника, све жене, повезивале су дакрифилију са узбуђењем, јер су кроз плач изражавали саосећања и делиле су фантазију о у сусрету са неким ко се суочио са тешкоћама и пружању утехе. Особе са дакрифилијом могу се узбудити  када њихов партнер плаче током филма или због нормалне емоционалне рањивости и јаких осећања љубави због којих партнер може да плаче током секса.